# Konstantin V. (Byzanz)

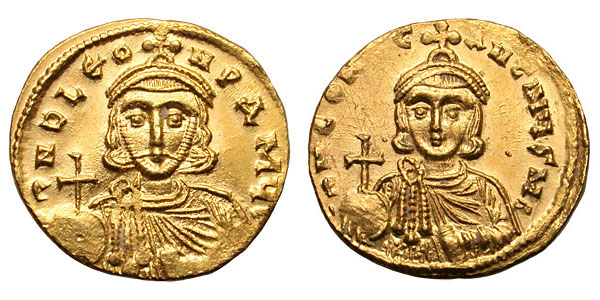
Solidus Konstantins V. mit seinem Vater Leo III.

Konstantin V. (Κωνσταντῖνος Ε′, * 718; † 14. September 775) war byzantinischer Kaiser von 741 bis zu seinem Tod. Er war der Sohn und Nachfolger Kaiser Leos III., des Gründers der syrischen Dynastie.
Konstantin V., der militärisch sehr erfolgreich war, hing lange Zeit aufgrund ihm feindlich gesinnter Quellen der Ruf an, ein gnadenloser Bilderstürmer gewesen zu sein und zahlreiche Mönche verfolgt und umgebracht zu haben. Gegnerische Quellen gaben ihm ab dem 9. Jahrhundert den Schimpfnamen Kopronymos (ο Κοπρώνυμος, etwa: der Mistnamige), mit dem er noch in Nachschlagewerken des 20. Jahrhunderts aufgeführt wurde. Die moderne Forschung hingegen beurteilt den Kaiser weitaus differenzierter und betrachtet ihn als einen der fähigsten byzantinischen Herrscher.

## Leben

### Frühe Jahre und Regierungsantritt
Konstantin war der (vermutlich einzige) Sohn Leos III. und dessen Frau Maria; er wurde wohl im September 718 geboren. Über seine frühen Jahre sowie über sein Privatleben liegen faktisch keine zuverlässigen Berichte vor. In den Quellen wird manch Diffamierendes über Konstantin berichtet, so soll er zu Ausschweifungen geneigt haben, doch sind diese Berichte kaum glaubhaft; er scheint sich aber für die Jagd, das Reiten und das Wagenlenken begeistert zu haben. 732/33 heiratete er aus offensichtlich politischen Gründen die Tochter des chasarischen Khagans Bihar, die Chasarenprinzessin Tzitzak, was die guten Beziehungen zwischen Byzanz und den Chasaren zusätzlich festigte. Seine Frau, die den griechischen Namen Irene annahm, gebar Konstantin am 25. Januar 750 seinen Sohn und Nachfolger Leo IV. Nach Irenes Tod heiratete Konstantin noch zweimal: Maria, die ein Jahr nach der Eheschließung 750 verstarb, und Eudokia. Mit Eudokia hatte er weitere fünf Söhne, darunter die Caesaren Christophoros und Nikephoros, sowie eine Tochter. Über die zweite und dritte Ehefrau Konstantins ist ansonsten kaum etwas bekannt, doch stieß die Heirat mit Eudokia offenbar auf einigen Widerstand, da in den Quellen diesbezüglich gegen den Kaiser polemisiert wird.
Konstantin wurde bereits 720 zum Mitkaiser gekrönt. Nach dem Tod Leos im Juni 741 folgte er seinem Vater als Kaiser nach. Als sich Konstantin jedoch mit der Armee in Anatolien auf einem Feldzug gegen die Araber befand, wurde er von seinem Schwager Artabasdos, dem Kämmerer seines Vaters, angegriffen. Artabasdos erklärte anschließend, Konstantin sei in diesem Kampf gefallen, und bestieg selbst den Thron in Konstantinopel, wo er tatsächlich zwei oder drei Jahre regierte (die Aussagen in den Quellen unterscheiden sich diesbezüglich). Konstantin floh nach Isaurien, sammelte seine Unterstützer um sich und schlug 743 die Streitkräfte des Artabasdos. Anfang November 743 wurde Konstantinopel zurückerobert; Artabasdos und seine Söhne Nikephoros und Niketas wurden, wie in Byzanz durchaus üblich, geblendet, durften aber ins Exil gehen. Die Usurpation des erfahrenen Artabasdos, die eine ernsthafte Gefahr für Konstantin dargestellt hat, hatte dieser damit niedergeschlagen und konnte seit Ende 743 regulär die Regierungsgeschäfte führen.

### Innenpolitik
Innenpolitisch war Konstantin ein Reformer. Er reorganisierte die bestehenden Themen, die militärischen Distrikte des Reiches, um und stellte neue Armeeeinheiten auf, die sogenannten Tagmata (Gardeeinheiten). Diese wurden so verteilt, dass es für ehrgeizige Offiziere schwieriger war, sie bei Verschwörungen zu nutzen. Die Gardeeinheiten setzte Konstantin offenbar auch bei der Unterdrückung innenpolitischer Gegner ein; aufgrund der militärischen Erfolge des Kaisers (siehe unten) blieben die gut ausgebildeten Einheiten auch loyal.
Konstantin nahm zahlreiche Umsiedlungen vor. Vor allem Slawen wurden nach Kleinasien umgesiedelt, ebenso wie griechische Bewohner auf dem Peloponnes in die Hauptstadt, nachdem es dort infolge einer schweren Pestepidemie (746/48) zu einem Bevölkerungsrückgang gekommen war. In letzterem Fall schwächte das aber die ohnehin schon schrumpfende griechische Bevölkerung in Griechenland, wo die Slawen vermehrt eindrangen (siehe auch Sklavinien), doch hatte für Konstantin offenbar die Hauptstadt und Kleinasien Priorität. In Konstantinopel ließ Konstantin außerdem recht umfangreiche Bauarbeiten ausführen. Bewohner aus Syrien wurden ebenfalls umgesiedelt, vermutlich nach Thrakien.
Die Wirtschaftspolitik des Kaisers war wohl relativ erfolgreich, da in den Quellen erwähnt wird, dass Waren in der Hauptstadt reichlich und zu günstigen Preisen vorhanden waren. Andererseits wird auch von einer hohen Steuerbelastung berichtet, ebenso scheint die Bevölkerung der Hauptstadt gegenüber der Landbevölkerung besser gestellt worden zu sein. Wahrscheinlich wurde unter Konstantin die Steuererfassung verbessert und in diesem Zusammenhang auch höhere Steuern erhoben; in welchem Maße ist unklar, zumal Konstantin anscheinend kein Verschwender war, sondern das Geld zur Staatsfinanzierung (wie der Armee) einsetzte. Infolge seines Vorgehens gegen politische Gegner kam es zudem sicherlich zu Konfiszierungen. Freilich passt das Bild eines die Landbevölkerung ausplündernden Herrschers, der angeblich habgierig Gelder anhäufte wie Midas, zur Darstellung in den bilderfreundlichen Quellen, in denen gegen den Kaiser polemisiert wurde.

### Religionspolitik
Religionspolitisch setzte Konstantin den sogenannten „Bilderstreit“ (siehe Byzantinischer Bilderstreit) seines Vaters Leo III. fort. Den bilderfreundlichen Quellen zufolge (die Werke der „Bilderfeinde“ sind faktisch verloren) ließ der Kaiser aktiv Ikonophile („Bilderfreunde“) und Mönche verfolgen sowie Ikonen zerstören. 765 soll er einen bilderfreundlichen Eremiten mit Namen Stephanos ermordet haben. Darüber hinaus soll er Kirchen und Klöster geschlossen und Kirchengüter beschlagnahmt haben.
Diesem offenbar verzerrten Bild des Kaisers in den (Konstantin gegenüber feindlich eingestellten) Quellen, setzt die moderne Forschung eine weitaus differenziertere Betrachtung entgegen. Zunächst einmal muss es fraglich bleiben, ob die Religionspolitik für Konstantin die Bedeutung hatte, wie dies von den tendenziösen Quellen suggeriert wird. Ebenso ist umstritten, welche angeblichen Aussagen des Kaisers diesbezüglich wahr sind, da die bilderfeindlichen Quellen später vernichtet wurden und wir nur die Sichtweise der letztendlich siegreichen bilderfreundlichen Seite kennen. Der Kaiser war zwar theologisch interessiert, doch scheint ihm alles in allem mehr an der außenpolitischen Sicherung des Reiches gelegen zu haben, als an einer etwaigen vollständigen Durchsetzung der ikonoklastischen Religionspolitik. Selbst in den bilderfreundlichen Quellen sind angebliche Übergriffe Konstantins erst seit 752/53 belegt.
Der Kaiser ließ wohl einige Mönche verfolgen, jedoch war der wahrscheinliche Grund ein ganz anderer, da viele Männer so versuchten, den Militärdienst zu umgehen, was in Anbetracht der angespannten außenpolitischen Lage nicht toleriert werden konnte. Das Martyrium des Stephanos hängt wohl eher mit dessen Propaganda für das Mönchtum zusammen. Der Kaiser versuchte anscheinend, den politischen Widerstand mehrerer Mönche zu brechen, es ging ihm aber nicht, wie teilweise unterstellt, um deren Vernichtung. Auch Berichte, dass mehrere Offiziere und Beamten angeblich aufgrund ihrer bilderfreundlichen Ansichten hingerichtet wurden, sind zweifelhaft, da die jeweiligen Quellen (wie Theophanes) ganz offensichtlich voreingenommen sind. Insgesamt kann angenommen werden, dass mehrere (politische) Gegner des Kaisers erst im Nachhinein zu Opfern des Bildersturms verklärt wurden und somit ein düsteres Bild des Kaisers entworfen wurde, das kaum der Realität entspricht. Ob außerdem weite Teile der Bevölkerung wirklich fundamental gegen diese Politik eingestellt waren, lässt sich aus den tendenziösen Quellen nicht mit letzter Sicherheit ermitteln und ist wenigstens zweifelhaft, da andere Quellen darauf hindeuten, dass Konstantin durchaus recht beliebt war (siehe unten). Vielmehr liegt die Vermutung nahe, dass Konstantin rigoros gegen politische Gegner vorging, dies aber nichts mit einer etwaigen Verfolgung aus religiösen Gründen zu tun hat, wofür belastbare Beweise fehlen. Konstantins ikonoklastische Politik war insgesamt betrachtet eher eine moderate. Erst die Aufdeckung der von Konstantin und Strategios Podopaguros angestifteten Verschwörung 765/66, die damit seine Autorität bedrohte, scheint ihn zu einigen härteren Maßnahmen veranlasst zu haben. Ansonsten scheint er bestrebt gewesen zu sein, zu einer christlichen Lehre der Kirchenväter zurückzukehren.
Gesichert ist, dass der Kaiser ein frommer Christ und eben deshalb davon überzeugt war, dass man das „göttliche Wesen“ Jesu nicht in Bilder einfangen könne. Konstantin, der auch mehrere theologische Schriften (wie die Peuseis) verfasste, setzte daher wie sein Vater statt auf Ikonen (die in der orthodoxen Kirche jener Zeit ohnehin nicht eine so prominente Rolle spielten wie heute) auf das Kreuzeszeichen. 754 rief er das Konzil von Hiereia zusammen, eine Versammlung von 338 Bischöfen (es fehlten jedoch Vertreter aus Rom und aus dem Osten), um die Verehrung von Bildern zur Häresie zu erklären. Die Beschlüsse sind nur indirekt aus einer späteren „Widerlegung“ erhalten. Die anwesenden Bischöfe vermieden extreme Positionen, der Kaiser hatte aber wohl dennoch wichtige theologische Vorgaben gemacht. Konstantin unternahm anschließend aber nichts, um das Bekenntnis durchzusetzen; erst 765/66 verlangte er von seinen Untertanen, dass sie schwören sollten, keine Bilder mehr zu verehren. Dies kann, wie eben bereits erwähnt, aber auf innenpolitische Gründe zurückgeführt werden.

### Außenpolitik
Konstantin war ein militärisch überaus erfolgreicher Kaiser, der die außenpolitische Absicherung des Reiches sehr ernst nahm. Hauptgegner blieb freilich das Kalifat im Osten, nachdem Byzanz mehr als ein Jahrhundert einen fast permanenten Abwehrkampf ausgetragen und den Großteil seiner Territorien im 7. Jahrhundert verloren hatte (siehe Islamische Expansion). Noch zur Zeit Konstantins V. kam es fast alljährlich zu arabischen Überfällen auf byzantinisches Gebiet, doch konnten die Truppen des Kalifats kaum größere Erfolge feiern. Um den Überfällen entgegenzuwirken, entvölkerte Konstantin absichtlich die Grenzregion, siedelte aber andere Personen zur Stärkung der Grenzverteidigung an strategisch wichtigen Punkten an und errichtete neue Militärdistrikte.
Mit der reorganisierten Armee griff Konstantin seit 743 arabisches Gebiet an. Nach und nach eroberten die Byzantiner Territorien von den Arabern zurück, während diese kurzzeitig in einen Bürgerkrieg, ausgelöst durch den Wechsel von der Dynastie der Umayyaden zu den Abbasiden im Jahr 750, verwickelt waren. 745/46 wurde Germanikeia in Syrien erobert, der Geburtsort von Konstantins Vater Leo. 747 wurde außerdem eine arabische Flotte bei Zypern vernichtet. 750/51 wurden Melitene (heute Malatya) und 754/55 Theodosiopolis in Armenien (heute Erzurum) zurückerobert. 757 drangen byzantinische Truppen weit nach Kilikien vor, 759/60 fanden sogar byzantinische Landungen im heutigen Libanon statt, wo es zu christlichen Aufständen gegen die arabische Fremdherrschaft kam. In den frühen 770er Jahren errangen byzantinische Truppen dann weitere Erfolge in Armenien und in Kilikien. Die Ostgrenze konnte somit als weitgehend gesichert gelten. Trotz dieser Kampfhandlungen unterhielt Byzanz aber auch diplomatische Beziehungen zum Kalifat, was etwa zu Gefangenenaustauschen führte.

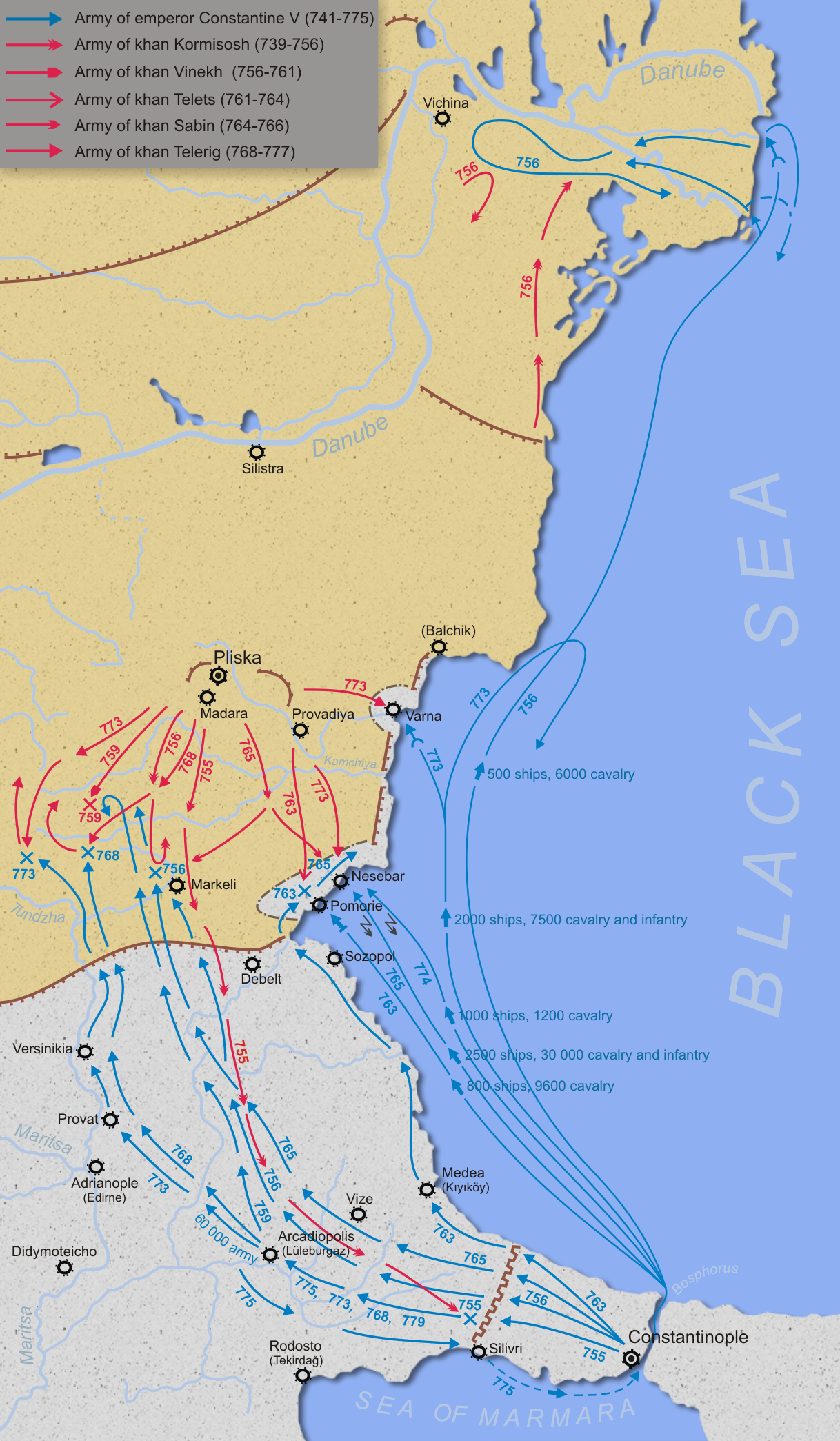
Die byzantinisch-bulgarischen Kämpfe unter Konstantin V.

Der zweite außenpolitische Hauptgegner von Byzanz waren die Bulgaren sowie die Slawen auf dem Balkan und in Griechenland. Obwohl beide Byzanz nicht gleichwertig waren, beanspruchte die Sicherung dieser Regionen, die der Kontrolle der Regierung weitgehend entzogen waren, zusätzliche Ressourcen. Wie bereits mehrfach erwähnt, kam es zu Umsiedlungen, wovon auch Slawen betroffen waren, die im Osten des Reiches angesiedelt wurden. Dafür kamen Menschen aus Syrien und Armenien auf die Balkanhalbinsel, unter ihnen auch Paulikianer, die sich im Bilderstreit als loyale Anhänger des Kaisers erwiesen hatten. Zwischen 756 und 775 organisierte Konstantin mehrere Feldzüge gegen die Bulgaren, die eine ständige Bedrohung für das byzantinische Thrakien darstellten. Letztendlich gelang es ihm zwar nicht, die Bulgaren endgültig zu bezwingen, aber er errichtete eine (kurzfristige) byzantinische Hegemonie in diesem Raum, was später erst wieder Basileios II. gelang.
Die Quellenlage für diese Feldzüge ist recht verworren; sie beruht im Kern auf der Weltchronik des Theophanes sowie auf dem Geschichtswerk des Nikephoros, wobei sich deren Nachrichten teils widersprechen. 756 unternahm Konstantin anscheinend einen ersten Feldzug, der aber keinen durchschlagenden Erfolg hatte. Dasselbe gilt Theophanes zufolge für einen Feldzug im Jahr 760, doch scheint Konstantin keine Niederlage erlitten zu haben, da eine folgende große Militäroperation die Bulgaren zwang, um Frieden zu bitten und Geiseln zu stellen. 762/63 kam es aber zu einer bulgarischen Revolte, neuer Khan wurde Telez. Im Jahr 763 schlug Konstantin die Bulgaren unter Telez in der Nähe von Anchialos. Dieser Sieg blieb den Byzantinern noch lange in Erinnerung und stellte einen Triumph für den Kaiser dar. Die Bulgaren baten wieder um Frieden, doch fiel Konstantin kurz darauf selbst in Bulgarien ein und errang einen großen Sieg. Ein weiterer Feldzug im Jahr 766 scheiterte jedoch. Erst 774 ging Konstantin wieder gegen die Bulgaren unter Khan Telerig vor und schlug sie erneut. Auf seinem letzten Feldzug im Jahr 775 starb der Kaiser jedoch. Auch gegen die Slawen, die sich in Griechenland und auf dem Balkan festgesetzt hatten, ging er vor und schlug sie 759. 764/65 konnte er einen bedeutenden Slawenfürsten gefangen nehmen. Durch seine Feldzüge hatte Konstantin die Lage an dieser Grenze zugunsten von Byzanz stabilisiert.
In Konstantins Regierungszeit erfolgte die Hinwendung des Papsttums zu den Franken – wohl aber weniger aufgrund der Religionspolitik des Kaisers als vielmehr aufgrund der Unfähigkeit von Byzanz, im Westen noch effektiv militärisch einzugreifen. So war 751 Ravenna, Sitz des byzantinischen Exarchen, an die Langobarden gefallen. Die Beziehungen zwischen Papst und Kaiser waren unterschiedlich, je nach herrschender politischer Lage: Unter Papst Zacharias etwa scheinen sie recht gut gewesen zu sein; doch wurde der Tod des Kaisers von Papst Hadrian mit Erleichterung aufgenommen. Dies lag sehr wahrscheinlich an der Annäherung zwischen Konstantin und den Langobarden, was der Papst als Bedrohung seiner Position auffasste.

### Tod des Kaisers und Beurteilung
Während eines Feldzugs gegen die Bulgaren starb Konstantin im September 775, als er bereits nach Konstantinopel umkehren wollte. Die Todesursache war eine nicht mehr genau zu klärende Krankheit, was Ikonophile als göttliche Bestrafung ansahen. Sein Leichnam wurde in der Apostelkirche Konstantinopels beigesetzt, im 9. Jahrhundert aber ausgegraben und verbrannt.
In mehreren orientalischen und lateinischen Quellen wurde Konstantin sehr positiv dargestellt, vor allem seine militärischen Leistungen wurden gelobt, ebenso seine Großzügigkeit. Im Gegensatz dazu wurde der Kaiser in den erhaltenen (bilderfreundlichen) byzantinischen Quellen in den düstersten Farben geschildert und dort scharf gegen ihn polemisiert. Es ist davon auszugehen, dass der Kaiser auch in mehreren byzantinischen Quellen gewürdigt wurde, diese jedoch nicht erhalten sind. In der Bevölkerung war der Kaiser wohl recht beliebt, besonders aber in der Armee genoss Konstantin offenbar hohes Ansehen, was sich in späteren Quellen widerspiegelt. Noch Leon Diakonos im späten 10. Jahrhundert würdigte die Siege Konstantins gegen die Bulgaren.
Die Darstellung der erhaltenen bilderfreundlichen Autoren entspricht daher nach Erkenntnissen der neueren Forschung sicher nicht der historischen Realität. Konstantin war offensichtlich ein militärisch fähiger und erfolgreicher Kaiser, der die Grenzen des Reiches sicherte und verlorene Territorien zurückeroberte. Militärische Erfolge vermochten ihm sogar seine Gegner Theophanes und Nikephoros, die ansonsten nichts Gutes über den Kaiser zu berichten wussten, in ihren historischen Werken nicht gänzlich abzusprechen. Nur in Italien musste Konstantin den Verlust byzantinischer Autorität hinnehmen. Genauere Aussagen über seine Innenpolitik sind aufgrund der tendenziösen Quellenlage sehr schwierig, doch scheint er keine harte ikonoklastische Politik betrieben zu haben; vielmehr ging er gegen politische Opposition entschieden vor und versuchte religionspolitisch, gegen Aberglauben vorzugehen. Er reformierte die Armee und die Verwaltung und kümmerte sich auch um theologische Fragen. All dies ergibt das Bild eines Kaisers, der seine politischen Pflichten ernst nahm und ihnen vor allem gewachsen war. In späterer Zeit erinnerte sich die Bevölkerung noch an seine erfolgreichen Feldzüge – einen Grund für die „zweite Phase“ des Bildersturms im 9. Jahrhundert stellten denn auch die militärischen Erfolge der ikonoklastischen Kaiser dar.